# 知新聞
《知新聞》（英語：Knews）是臺灣的綜合性網路新聞媒體，屬於永新媒體科技股份有限公司旗下的網路媒體品牌，為中租控股總裁辜仲立個人的媒體投資。

## 歷史
2024年，知新聞於5月試營運、6月上線，辜仲立也在知新聞上推出「總裁美食家」特輯。

## 外部連結
- （繁體中文） 知新聞的Facebook專頁
- （繁體中文） 知新聞的Instagram帳戶
- （繁體中文） YouTube上的知新聞頻道